# Hans-Joachim Fröhlich (General)
Hans-Joachim Fröhlich (* 2. Oktober 1946 in Nienburg/Weser) ist ein deutscher Brigadegeneral a. D. Er war u. a. Kommandeur der Artilleriebrigade 100 sowie der Multinationalen Task Force Süd und des Deutschen Einsatzkontingentes KFOR.

## Leben
Fröhlich trat im Oktober 1966 in die Artillerietruppe der Bundeswehr ein. Nach der Offizierausbildung war er zunächst Zugführer, später S2-Offizier. Von 1975 bis 1978 war er Batteriechef der Artillerieausbildungsbatterie 15/11 in Fürstenau.
Von 1978 bis 1980 war er Batteriechef der 4./Raketenartilleriebataillon 112 in Delmenhorst, dann Hörsaalleiter an der Artillerieschule in Idar-Oberstein und 1982/83 Batteriechef der 1./Panzerartillerielehrbataillon 95 in Munster. Von 1983 bis 1986 war er S3-Stabsoffizier und stellvertretender Kommandeur des Feldartilleriebataillons 11 in Hannover-Bothfeld. 1986/87 war er Taktiklehrer beim Bundessprachenamt in Hürth. Danach durchlief er den Generalstabslehrgang (H) an der Führungsakademie der Bundeswehr (FüAkBw) in Hamburg.
Als Bataillonskommandeur führte er das Panzerartilleriebataillon 35 in Neustadt-Luttmersen (1988 bis 1990). 1990/91 war er Dozent und Tutor an der FüAkBw. Im Anschluss wurde er als Inspektionschef an der Artillerieschule in Idar-Oberstein sowie im Heeresamt in Köln verwendet. Von 1995 bis 1998 kommandierte er das Artillerielehrregiment 5 Hunsrück in Idar-Oberstein. Danach war er Leiter der Gruppe Weiterentwicklung und stellvertretender General der Artillerie an der Artillerieschule.
Von 2000 bis 2002 war Fröhlich Kommandeur der Panzerbrigade 14 „Hessischer Löwe“ in Neustadt (Hessen). Im Juli 2002 wurde unter seiner Führung die Artilleriebrigade 100 in Mühlhausen/Thüringen aufgestellt. 2003 wurde er zum Brigadegeneral befördert. Von November 2006 bis März 2007 war er als Nachfolger von Brigadegeneral Lutz Niemann Kommandeur der Multinationalen Task Force Süd (MNTF S) und des Deutschen Einsatzkontingentes KFOR in Prizren im Kosovo; die Brigade war an den 15. und 16. Kontingenten beteiligt. Sein Nachfolger wurde Brigadegeneral Erich Pfeffer. Zum 1. November 2007 wurde der Brigadegeneral in den Ruhestand versetzt.
Fröhlich ist verheiratet und hat ein Kind.